# Søren Tauson
Søren Tauson (født 20. september 1969) er en dansk tidligere ishockeyspiller, og nuværende Head of Operation i American Express Business Travels danske afdeling.

## Karriere
Som ishockeyspiller repræsenterede Søren Tauson det meste af karrieren Hellerup IK og Icehockey Club Gentofte Stars, med én enkelt afstikker til Rødovre Mighty Bulls i 1993/94-sæsonen. Desuden har han spillet kampe for Danmarks ishockeylandshold.
Da Søren Tauson stoppede sin ishockeykarriere, forsatte han indenfor rejsebranchen. Han havde stillinger hos blandt andet Carlson Wagonlit Travel, Scandinavian Airlines og Torm, inden han i marts 2013 blev Head of Operation i American Express Business Travels danske afdeling.
Han er også en del af trænerteamet omkring datteren Claras tenniskarriere.

## Privat
Søren Tauson er søn af tidligere ishockeyspiller Peter Tauson. Han har tre døtre. Den ældste, Caroline Groth Tauson, blev født i 1994, og har Anna Groth Høgberg som mor. Søren Tauson blev 9. februar 2002 gift i Christians Kirke med Tine Lindgaard. I december samme år fik de deres første datter sammen, da Clara Tauson kom til verden. To år senere blev Cecilia født. 
Datteren Clara er tennisspiller, der blandt andre har været trænet af Søren Tausons bror Michael Tauson. Den yngste bror, Christian Tauson, har også spillet ishockey på højt niveau
Søren Tauson er bosat i Kongens Lyngby.
1. januar 2018 var Søren én af 16 nulevende danskere med efternavnet Tauson.